# Jean Doxopatrès
Jean Doxopatrès (ou peut-être Doxapatrès) est un moine et professeur de rhétorique actif à Constantinople au XIe siècle.
On l'a longtemps confondu avec un autre professeur de rhétorique appelé « Jean de Sicile » (Johannes Siceliota), en pensant que c'était le même sous deux noms différents, et ce d'autant plus qu'on le rapprochait de Nil Doxopatrès (moine et archimandrite actif en Sicile au XIIe siècle). En fait il y a deux auteurs différents : Jean de Sicile, qui fit carrière à Constantinople dans la première moitié du XIe siècle et dont on garde des commentaires de trois traités d'Hermogène de Tarse ; et Jean Doxopatrès, postérieur de quelques décennies et qui a commenté les mêmes traités, et Aphthonios, en s'appuyant sur ses devanciers dont Jean de Sicile ; l'œuvre du second est plus abondante et plus originale, c'est un théoricien. Quant à l'origine sicilienne de Jean Doxopatrès, elle n'est pas du tout certaine, car le nom est attesté aussi en Grèce. Dans ses textes conservés, il se plaint à l'occasion de sa pauvreté et de l'indifférence du public et des puissants, n'ayant pu pour cette raison, dit-il, développer son œuvre littéraire.
On conserve donc de lui une introduction et une série de dissertations sur les Progymnasmata d'Aphthonios d'Antioche ; un ouvrage intitulé Prolégomènes à la rhétorique, sur l'origine de cette discipline, et des commentaires abondants de trois traités d'Hermogène de Tarse : Sur les états de cause, Sur les figures de style, Sur l'invention. Jean Doxopatrès cite de nombreux commentateurs plus anciens en donnant leurs noms : les dissertations sur Aphthonios et le commentaire du traité Sur les états de cause contiennent des extraits de la Technè d'Alexandre fils de Nouménios, qui ont contribué à améliorer le résumé que nous possédons de ce texte. Les travaux de Jean Doxopatrès ont ensuite été très utilisés dans les écoles de rhétorique byzantines, et ont été beaucoup recopiés.
Dans le commentaire du traité Sur les figures de style, Doxopatrès cite les titres de cinq déclamations scolaires qu'il avait composées, dont une Réfutation du mythe de Prométhée et un Discours contre les Sarrazins.